# Stefan z Suroża
Stefan z Suroża (zm. 787) – bizantyjski biskup, święty prawosławny.

## Życiorys
Informacje o Stefanie pochodzą z greckiego żywotu, który zachował się jedynie w przekładzie cerkiewnosłowiańskim, w kilku redakcjach. Podawane w nich informacje w kilku przypadkach brzmią jednak bardzo niewiarygodnie, co sprawia, że część badaczy uważa te teksty za dzieła wyłącznie literackie, przykład hagiografii, nie źródło historyczne.
Według Wasilija Wasiljewskiego Stefan był postacią historyczną. Za panowania Konstantyna V Kopronima bronił kultu ikon, za co został uwięziony, a następnie zesłany do Sugdai (słow. Suroż), gdzie głosił chrześcijaństwo wśród miejscowej ludności. Następnie został pierwszym biskupem sugdejskim. Według żywotu Stefan pochodził z Kapadocji i uczył się w Konstantynopolu, następnie zaś, po przyjęciu postrzyżyn mniszych, przez 30 lat prowadził życie ascety. 
Wśród cudów Stefana, jakie miały mieć miejsce po jego śmierci, wymieniono opowieść o najeździe nowogrodzkiego księcia Brawlina na Krym. Brawlin, zachwycony cudami, do jakich dochodziło przed grobem Stefana, miał nawrócić się i przyjąć chrzest. Taka wersja wydarzeń, powtarzana we współczesnej rosyjskiej hagiografii, jak i samo istnienie postaci Brawlina, nie są jednak pewne. Wasiljewski był skłonny uznać też historię za prawdopodobną, chociaż dopisaną do pierwotnego żywotu, powstałego w IX lub X w., najpóźniej w II poł. X w. W jego ocenie najazd Brawlina miałby miejsce najpóźniej w latach 30. IX w. Do początku XXI w. wnioski Wasiljewskiego nie były kwestionowane przez rosyjską historiografię. 
S. Iwanow wprowadził do obiegu historycznego ormiański Żywot Stefana z Suroża, w jego ocenie będący w znacznej części wiernym przekładem zaginionego tekstu greckiego. Iwanow argumentuje, że oryginalny żywot powstał wcześniej, niż sądzono, i że został spisany na przełomie VIII i IX w. przez ucznia Stefana – Filareta.

## Kult i upamiętnienie
Wspomnienie liturgiczne św. Stefana z Suroża w Rosyjskim Kościele Prawosławnym pojawia się w XVI w. Jego żywot uwzględnił w swoim zbiorze św. Dymitr z Rostowa.
W 2016 r. metropolita teodozyjski i kerczeński Platon odsłonił pomnik Stefana z Suroża, a święty uważany jest za patrona miasta. Ikona z cząstką relikwii Stefana znajduje się w soborze Zaśnięcia Matki Bożej i Wszystkich Świętych w Londynie, katedrze eparchii suroskiej Rosyjskiego Kościoła Prawosławnego.